# 다나카 쇼타
다나카 쇼타(일본어: 田中 翔太, 2001년 4월 10일~)는 일본의 축구 선수이다.

## 구단 경력
그는 2024년 J3리그의 가이나레 돗토리에 입단했다. 2025년 더스파 군마로 이적했다.